# Margaret Mayo
Pour les articles homonymes, voir Mayo.
Margaret Mayo, née Lillian Elizabeth Slatten, le 19 novembre 1882 à Brownsville en Illinois et morte le 25 février 1951 à Ossining dans l'état de New York, est une actrice, scénariste et dramaturge américaine.

## Biographie

Margaret Mayo avec son mari Edgar Selwyn.

Margaret nait dans une ferme à proximité de Brownsville en Illinois. Elle fait ses études au collège pour filles de Fox Lake dans le Wisconsin, à Salem en Oregon et à l'université Stanford. Dans son adolescence elle se rend à New York, où elle décroche un petit rôle dans une pièce nommée  Thoroughbred au Garrick Theatre de New York. Elle rencontre son futur mari, l'acteur Edgar Selwyn en 1896, année où elle commence à écrire. Elle se marie en 1901. Jusqu'en 1917, elle écrit en moyenne une pièce par an. Les premiers succès sont des adaptations de ses romans : The Marriage of William Ashe (1905) et The Jungle (1907). Elle est également l'autrice de pièces à succès telles que Polly of the Circus (1907), Baby Mine (1910), Twin Beds (1914), et Seeing Things (1920). Elle adapte certaines de ses pièces pour le cinéma; Polly of the circus est le premier film produit par la compagnie Goldwyn, dont elle est une des membres fondatrice. Après une année à la tête du département des scénarios, elle quitte la compagnie. Elle divorce en 1919, adopte le nom d'Elizabeth Mayo, et déménage à New York pour y vivre avec sa mère. En 1926 elle signe l'Agreement of American Dramatists, document qui servira de base à la Dramatists Guild. Elle meurt en 1951 des complications liées à une fracture de la colonne vertébrale.

## Théâtre
(en tant qu'auteur de la pièce sauf mention contraire)
- 1899 : Because She Loved Him So (actrice)
- 1903 : Pretty Peggy (actrice)
- 1905 : The Marriage of William Ashe
- 1907 : Divorçons
- 1907 : The Jungle
- 1907 : Polly of the Circus
- 1909 : The Debtors
- 1910 : Baby Mine
- 1912 : The Wall Street Girl
- 1913 : Her First Divorce
- 1914 : Twin Beds
- 1916 : His Bridal Night
- 1918 : Rock-a-Bye Baby
- 1920 : Seeing Things
- 1948 : Hope's the Thing

## Filmographie
- 1914 : The Jungle (co-scénariste)
- 1914 : Behind the Scenes d'après sa pièce
- 1917 : Polly of the Circus d'après sa pièce
- 1917 : Presque mariés (titre original : Nearly Married) co-scénariste
- 1921 : The Marriage of William Ashe d'après sa pièce
- 1928 : Mon bébé d'après sa pièce
- 1952 : Säg det med blommor adapté de sa pièce Seeing Things